# Zbouchnutá
Zbouchnutá (anglicky: Knocked Up) je americký romantický komediální film z roku 2007. Jeho režisérem je Judd Apatow a hlavní role ztvárnili Seth Rogen a Katherine Heiglová. Děj filmu sleduje dopady opileckého sexu na jednu noc mezi flákačem Benem Stonem a právě povýšenou televizní reportérkou Allison Scott, který vede k nechtěnému těhotenství.

## Obsazení
| Seth Rogen         | Ben Stone                                                   |
| Katherine Heiglová | Allison Scott                                               |
| Paul Rudd          | Pete                                                        |
| Leslie Mann        | Debbie                                                      |
| Jason Segel        | Jason                                                       |
| Jay Baruchel       | Jay                                                         |
| Jonah Hill         | Jonah                                                       |
| Martin Starr       | Martin                                                      |
| Charlyne Yi        | Jodi - Iris Apatow jako Charlotte - Maude Apatow jako Sadie |
| Joanna Kerns       | Mrs. Scott                                                  |
| Harold Ramis       | Harris Stone                                                |
| Alan Tudyk         | Jack                                                        |
| Kristen Wiigová    | Jill                                                        |
| Bill Hader         | Brent                                                       |
| Ken Jeong          | Dr. Kuni                                                    |
| Paul Feig          | Fantasy Baseball Guy                                        |
| Wayne Federman     | Fantasy Baseball Guy                                        |
| B. J. Novak        | doktor                                                      |
| Loudon Wainwright  | Dr. Howard                                                  |
| Steven Brill       | Benův šéf                                                   |
| Craig Robinson     | klubový vyhazovač                                           |